# 美利渠
美利渠是宁夏平原的一条黄河灌溉渠。
渠道全长77公里，有支斗渠137条，灌田9.5万余亩。现今渠道全长116公里，灌溉面积35.1万亩，最大引水量45立方米/秒。
开凿于元代，传为董文用、郭守敬开凿。
明嘉靖四十一年（1562年），宁夏巡抚毛鹏令中卫文武职官带本卫丁夫三千人，在旧口之西6里，开凿新口，月余渠成，以“渠美利民”之意，将蜘蛛渠易名为“美利渠”。